# Psidium
Psidium је rod stabala i žbunja u porodici Myrtaceae. Ove biljke potiču iz toplih predela zapadne hemisfere (Meksiko, Centralna i Južna Amerika, Zapadne Indije, Galapagos, i južni deo Sjedinjenih Država).

## Taksonomija
Ovaj rod je privi opisao Line 1753. Mnoge od vrsta u ovom rodu imaju jestive plodove, iz kog razloga se više njih komercijalno uzgaja. The most popularly cultivated species is the common guava, Psidium guajava.
Vrste
1. [13] - Peru, Ekvador
2. - Dominikanska Republika
3. - Kuba
4. [14] - od Kolumbije do Amape i Bolivije
5. - Jamajka
6. [15][16][17][18][19][20] - Portoriko, Ostrva zavetrine
7. - Baija
8. - S Venecuela, SI Brazil
9. - Sao Paulo, Parana
10. - Rio de Žaneiro
11. - Venecuela, Gvajana, Bolivija, Brazil, Paragvaj
12. - Baija
13. - Kuba
14. - Dominikanska Republika
15. - Venecuela, SI Brazil
16. - Portoriko
17. - Brazil
18. [21][22][23][24][25][26][27] - Brazil, Urugvaj
19. - Baija
20. - Kuba
21. - Kuba
22. - Kuba
23. - Venecuela, Gvajana, Bolivija, SZ Brazil, Peru, Kolumbija
24. - Hispaniola
25. - Maranjao
26. - Jamajka
27. - SE Brazil
28. - Brazil
29. - J Meksiko, Centralna Amerika, Kolumbija, Venecuela
30. - Peru
31. - Galapagos
32. - Baija
33. - Minas Žerais, Sao Paulo
34. - JI Brazil
35. - Urugvaj
36. - Brazil, Bolivija, Paragvaj, SI Argentina
37. - Centralna + Južna Amerika, Zapadni Indi, Meksiko, Florida, Luizijana, Arizona;[28] naturalizovan u delovima Afrike, Indijskom potkontinentu, i brojnim okeanskim ostrvima
38. - Centralna + Južna Amerika, Ostrva privetrine, Meksiko
39. - S Brazil, Venecuela, Francuska Gvajana
40. - Haiti
41. - Jamajka
42. - Paragvaj, Centralna Amerika
43. - Masiv de la Ote
44. - Uanuko
45. - JI Brazil
46. - Sao Paulo
47. - nepoznato
48. - Kuba
49. - Brazil, Paragvaj, SI Argentina
50. - Minas Žerais
51. - od Kostarike do Paragvaja
52. - J Brazil
53. - Brazil
54. - Kuba
55. - Kolumbija, Venezuela, N Brazil
56. - Kuba
57. - Paragvaj, Misiones
58. - Jamajka
59. - Kuba
60. - Brazil
61. - Brazil
62. - Dominikanska Republika
63. - Kuba
64. - Kuba
65. - Brazil, SI Argentina
66. - Minas Žerais, Espirito Santo
67. - JI Brazil
68. - Minas Žerais, Paraiba
69. - Baija
70. - Kuba
71. - Minas Žerais, Santa Katarina
72. - Kuba
73. - Kolumbija, Ekvador
74. - JI Brazil
75. - Peru
76. - Mato Groso
77. - Brazilija
78. - Gojas
79. - Parana
80. - Siera Sagua Barakoa na Kubi
81. - Bahia
82. - Brazil
83. - Maranjao, Minas Gerais, Sao Paulo
84. - Peru
85. - Kuba
86. - Brazil
87. - Peru
88. - Centralna + Južna Amerika, Zapadne Indije, J Meksiko
89. - Centralna + Južna Amerika, Zapadne Indije, Meksiko
90. - I Brazil
91. - Kuba
92. - Dominikanska Republika
93. - Portoriko
94. - JI Brazil
95. - Brazil, Venecuela, Gvajana, Surinam
96. - Kuba
97. [29]

## Galerija
- Cvet
- Stablo guave
- Plodovi
- Plodovi

## Literatura
- Angiosperm Phylogeny Group (2009). „An update of the Angiosperm Phylogeny Group classification for the orders and families of flowering plants: APG III”. Botanical Journal of the Linnean Society. 161 (2): 105—121. doi:10.1111/j.1095-8339.2009.00996.x .
- Thornhill, Andrew H.; Ho, Simon Y.W.; Külheim, Carsten; Crisp, Michael D. (децембар 2015). „Interpreting the modern distribution of Myrtaceae using a dated molecular phylogeny”. Molecular Phylogenetics and Evolution. 93: 29—43. ISSN 1055-7903. PMID 26211451. doi:10.1016/j.ympev.2015.07.007.
- Sytsma, Kenneth J.; Litt, Amy; Zjhra, Michelle L.; Chris Pires, J.; Nepokroeff, Molly; Conti, Elena; Walker, Jay; Wilson, Peter G. (јул 2004). „Clades, Clocks, and Continents: Historical and Biogeographical Analysis of Myrtaceae, Vochysiaceae, and Relatives in the Southern Hemisphere”. International Journal of Plant Sciences. 165 (S4): S85—S105. ISSN 1058-5893. S2CID 62825431. doi:10.1086/421066.
- Christenhusz, M. J. M.; Byng, J. W. (2016). „The number of known plants species in the world and its annual increase”. Phytotaxa. Magnolia Press. 261 (3): 201—217. doi:10.11646/phytotaxa.261.3.1 .
- Johnson, L. A. S.; Briggs, B. G. (1984). „Myrtales and Myrtaceae-A Phylogenetic Analysis”. Annals of the Missouri Botanical Garden. 71 (3): 700. ISSN 0026-6493. JSTOR 2399159. doi:10.2307/2399159.
- Wilson, Peter G.; O'Brien, Marcelle M.; Gadek, Paul A.; Quinn, Christopher J. (2001). „Myrtaceae revisited: a reassessment of infrafamilial groups”. American Journal of Botany. 88 (11): 2013—2025. JSTOR 3558428. PMID 21669634. doi:10.2307/3558428 .
- Wilson, P. G.; O'Brien, M. M.; Heslewood, M. M.; Quinn, C. J. (2005). „Relationships within Myrtaceae sensu lato based on a matK phylogeny”. Plant Systematics and Evolution. 251: 3—19. S2CID 23470845. doi:10.1007/s00606-004-0162-y.
- Pigg, K. B.; Stockey, R. A.; Maxwell, S. L. (1993). „"Paleomyrtinaea", a new genus of permineralized myrtaceous fruits and seeds from the Eocene of British Columbia and Paleocene of North Dakota”. Canadian Journal of Botany. 71 (1): 1—9. doi:10.1139/b93-001.
- Hilário, S.D.; Imperatriz-Fonseca, V.L. (2009). „Pollen foraging in colonies of Melipona bicolor (Apidae, Meliponini): effects of season, colony size and queen number”. Genetics and Molecular Research. 8 (2): 664—671. PMID 19554765. doi:10.4238/vol8-2kerr029 .